# Football Club Pro Vercelli 1892 2019-2020
Questa voce raccoglie le informazioni riguardanti il Football Club Pro Vercelli 1892 nelle competizioni ufficiali della stagione 2019-2020.

## Stagione
Nella stagione 2019-2020 la Pro Vercelli disputa il girone A del campionato di Serie C. Un campionato che non si è potuto portare a termine, ma che comunque è stato omologato, con tutte le sentenze acquisite. Condizionato dalla grave pandemia da Covid-19, che non ha risparmiato il mondo del calcio. Le due massime serie si sono concluse, a fatica dopo aver subito una lunga pausa e con molte partite giocate a porte chiuse. Mentre i tre gironi della Serie C sono stati fermati a fine febbraio, senza essere portati a termine. L'8 giugno il Consiglio Federale ha omologato i tre gironi con queste sentenze: Promosse dirette Monza, L.R. Vicenza e Reggina, quarta salita in Serie B la Reggiana che ha vinto i Play-off. Retrocesse dirette Gozzano, Rimini e Picerno, retrocesse dopo Play-out Pianese, Arzignano, Rieti e Rende. La Pro Vercelli allenata da Alberto Gilardino raccoglie 23 punti nel girone di andata e 8 nelle sette gare giocate nel girone di ritorno. In totale raccoglie 31 punti con il quattordicesimo posto, un solo punto sotto la soglia Play-off. Con 7 reti in campionato il miglior marcatore vercellese è stato Simone Rosso. Ad agosto la Pro Vercelli gioca anche la Coppa Italia nazionale dove supera il primo turno (2-0) sul Rende, mentre nel secondo turno capitola ad Ascoli (5-1). Nella Coppa Italia di Serie C entra in scena nei sedicesimi superando (1-0) il Carpi, mentre nei sedicesimi perde (2-0) contro la Juventus U23.

## Rosa
Aggiornata al 2 febbraio 2020.
| N. |                    | Ruolo | Calciatore           |
| -- | ------------------ | ----- | -------------------- |
| 1  | Italia (bandiera)  | P     | Simone Moschin       |
| 2  | Italia (bandiera)  | D     | Alberto Masi         |
| 3  | Italia (bandiera)  | D     | Giacomo Quagliata    |
| 4  | Italia (bandiera)  | C     | Alessandro Sangiorgi |
| 5  | Italia (bandiera)  | D     | Simone Auriletto     |
| 6  | Italia (bandiera)  | C     | Giovanni Graziano    |
| 7  | Italia (bandiera)  | A     | Mattia Rolando       |
| 8  | Marocco (bandiera) | C     | Bilal Erradi         |
| 9  | Italia (bandiera)  | A     | Gianmario Comi       |
| 10 | Croazia (bandiera) | A     | Tomi Petrović        |
| 11 | Italia (bandiera)  | C     | Simone Rosso         |
| 13 | Italia (bandiera)  | D     | Moris Sportelli      |
| 14 | Italia (bandiera)  | C     | Cristiano Bani       |
| 15 | Italia (bandiera)  | D     | Davide De Marino     |
| 16 | Italia (bandiera)  | D     | Lorenzo Grossi       |
| 18 | Italia (bandiera)  | C     | Eros Schiavon        |
| 19 | Romania (bandiera) | A     | Raoul Mal            |

| N. |                    | Ruolo | Calciatore           |
| -- | ------------------ | ----- | -------------------- |
| 20 | Italia (bandiera)  | A     | Samuel Ciceri        |
| 21 | Italia (bandiera)  | C     | Matteo Della Morte   |
| 22 | Italia (bandiera)  | P     | Gianluca Saro        |
| 23 | Brasile (bandiera) | D     | Victor Volpe         |
| 24 | Italia (bandiera)  | C     | Andrea Volpatto      |
| 25 | Italia (bandiera)  | C     | Simone Emmanuello    |
| 26 | Italia (bandiera)  | C     | Marco Barbini        |
| 27 | Brasile (bandiera) | A     | Paulo Azzi           |
| 28 | Italia (bandiera)  | A     | Alessandro Romairone |
| 29 | Italia (bandiera)  | D     | Roberto Iezzi        |
| 30 | Italia (bandiera)  | D     | Gabriele Franchino   |
| 31 | Italia (bandiera)  | D     | Alessandro Carosso   |
| 33 | Italia (bandiera)  | C     | Kevin Varas          |
| 34 | Italia (bandiera)  | C     | Leonardo Merio       |
| 36 | Italia (bandiera)  | C     | Manuel Zaffiro       |
| 37 | Italia (bandiera)  | D     | Alessio Benedetti    |

## Risultati

### Serie C

#### Girone di andata
| Arbitro: | Kumara (Verona) |

|                                      |           |  |
| Della Morte 48’ Vavassori 62’ (aut.) | Marcatori |  |

| Arbitro: | Collu (Cagliari) |

|                             |           |  |
| Moleri 51’ Chinellato 90+2’ | Marcatori |  |

| Arbitro: | Garofalo (Torre del Greco) |

|             |           |  |
| Cecconi 21’ | Marcatori |  |

| Arbitro: | Rutella (Enna) |

|               |           |  |
| Anastasio 72’ | Marcatori |  |

| Arbitro: | Di Graci (Como) |

|              |           |                           |
| Graziano 42’ | Marcatori | 18’ Pozzebon 57’ Emiliano |

| Arbitro: | Acanfora (Castellammare di Stabia) |

|          |           |           |
| Piana 8’ | Marcatori | 48’ Varas |

| Vercelli 29 settembre 2019, ore 20:30 CEST 7ª giornata | Pro Vercelli             | 0 – 0 referto | Pergolettese | Stadio Silvio Piola (1198 spett.)\| Arbitro: \| Pashuku (Albano Laziale) \| |
| Arbitro:                                               | Pashuku (Albano Laziale) |               |              |                                                                             |

| Arbitro: | Maranesi (Ciampino) |

|  |           |         |
|  | Marcatori | 1’ Comi |

| Arbitro: | Galipò (Firenze) |

|  |           |              |
|  | Marcatori | 28’ Beltrame |

| Arbitro: | Daniele Virgilio (Trapani) |

|             |           |          |
| Le Noci 21’ | Marcatori | 46’ Comi |

| Arbitro: | De Santis (Lecce) |

|             |           |                   |
| Cecconi 60’ | Marcatori | 33’ (Rig) Belloni |

| Arbitro: | Giaccaglia (Jesi) |

|            |           |                   |
| Baroni 10’ | Marcatori | 17’ Azzi 29’ Comi |

| Arbitro: | Bitonti (Bologna) |

|              |           |                    |
| Ogunseye 50’ | Marcatori | 44’ (aut.) La Rosa |

| Arbitro: | Arace (Lugo di Romagna) |

|             |           |            |
| S. Rosso 1’ | Marcatori | 12’ Remedi |

| Arbitro: | Petrella (Viterbo) |

|                           |           |                 |
| S. Rosso 2’ (18) Comi 34’ | Marcatori | 59’ Gabrielloni |

| Arbitro: | Carrione (Castellammare di Stabia) |

|                   |           |                         |
| Comi 51’ Masi 57’ | Marcatori | 1’, 9’ (rig.) Galuppini |

| Arbitro: | De Tommaso (Rieti) |

|                                               |           |                       |
| Cardoselli 7’ Valente 22’ Tavano 90+6’ (rig.) | Marcatori | 28’ S. Rosso 86’ Comi |

| Vercelli 7 dicembre 2019, ore 15:00 CET 18ª giornata | Pro Vercelli      | 0 – 0 referto | Pistoiese | Stadio Silvio Piola (1142 spett.)\| Arbitro: \| Panettella (Bari) \| |
| Arbitro:                                             | Panettella (Bari) |               |           |                                                                      |

| Arbitro: | D'Ascanio (Ancona) |

|                           |           |                     |
| Arrighini 21’ Sciacca 48’ | Marcatori | 56’ (rig.) S. Rosso |

#### Girone di ritorno
| Grosseto 22 gennaio 2020, ore 15:00 CET 20ª giornata | Pianese                 | 0 – 0 referto | Pro Vercelli | Stadio Carlo Zecchini (58 spett.)\| Arbitro: \| Arena (Torre del Greco) \| |
| Arbitro:                                             | Arena (Torre del Greco) |               |              |                                                                            |

| Arbitro: | Costanza (Agrigento) |

|                     |           |            |
| S. Rosso 44’ (rig.) | Marcatori | 8’ Capogna |

| Arbitro: | Delrio (Reggio Emilia) |

|                           |           |  |
| Sibilli 25’ Giorgione 84’ | Marcatori |  |

| Arbitro: | Santoro (Messina) |

|                     |           |                         |
| S. Rosso 48’ (rig.) | Marcatori | 12’ Fossati 22’ Gliozzi |

| Arbitro: | Caldera (Como) |

|  |           |                |
|  | Marcatori | 70’ M. Rolando |

| Arbitro: | N. Marini (Trieste) |

|                                        |           |            |
| M. Rolando 3’ Emmanuello 70’ Varas 70’ | Marcatori | 31’ Bruzzo |

| Arbitro: | Galipò (Firenze) |

|                                   |           |                      |
| Bortoluz 4’ (rig.) Bakayoko 90+3’ | Marcatori | 72’ (rig.) Petrovic' |

| Vercelli 24 febbraio 2020, ore 20:45 CET 27ª giornata | Pro Vercelli | – referto | Novara | Stadio Silvio Piola |

| Alessandria 27 febbraio 2020, ore 20:45 CET 28ª giornata | Juventus U23 | – | Pro Vercelli | Stadio Giuseppe Moccagatta |

| Vercelli 1 marzo 2020, ore 17:30 CET 29ª giornata | Pro Vercelli | – | Pro Patria | Stadio Silvio Piola |

| Arezzo 8 marzo 2020, ore 15:00 CET 30ª giornata | Arezzo | – | Pro Vercelli | Stadio Città di Arezzo |

| Vercelli 16 marzo 2020, ore 20:45 CET 31ª giornata | Pro Vercelli | – | Siena | Stadio Silvio Piola |

| Vercelli 22 marzo 2020, ore 15:00 CEST 32ª giornata | Pro Vercelli | – | Olbia | Stadio Silvio Piola |

| Gorgonzola 25 marzo 2020, ore 20:45 CEST 33ª giornata | Giana Erminio | – | Pro Vercelli | Stadio comunale Città di Gorgonzola |

| Vercelli 29 marzo 2020, ore 17.30 CEST 34ª giornata | Pro Vercelli | – | Como | Stadio Silvio Piola |

| Meda 5 aprile 2020, ore 15:00 CEST 35ª giornata | Renate | – | Pro Vercelli | Stadio Città di Meda |

| Vercelli 9 aprile 2020, ore 20:45 CEST 36ª giornata | Pro Vercelli | – | Carrarese | Stadio Silvio Piola |

| Pistoia 18 aprile 2020, ore 15:00 CEST 37ª giornata | Pistoiese | – | Pro Vercelli | Stadio Marcello Melani |

| Vercelli 26 aprile 2020, ore 17:30 CEST 38ª giornata | Pro Vercelli | – | Alessandria | Stadio Silvio Piola |

### Coppa Italia

#### Turni eliminatori
| Arbitro: | Tremolada (Monza) |

|                            |           |  |
| Volpe 110’ Paulo Azzi 114’ | Marcatori |  |

| Arbitro: | Ayroldi (Molfetta) |

|                                                       |           |                |
| Brosco 6’ Da Cruz 19’ Ardemagni 54’ Scamacca 72’, 87’ | Marcatori | 33’ Paulo Azzi |

### Coppa Italia Serie C
| Arbitro: | Nicolini (Brescia) |

|          |           |  |
| Varas 8’ | Marcatori |  |

| Arbitro: | Ricci (Firenze) |

|                               |           |  |
| Fredriksen 75’ Clemenza 90+5’ | Marcatori |  |